# Oecetis forcipata
Oecetis forcipata är en nattsländeart som beskrevs av Douglas E. Kimmins 1961. Oecetis forcipata ingår i släktet Oecetis och familjen långhornssländor. Inga underarter finns listade i Catalogue of Life.